# Twilight in Olympus
A Twilight in Olympus az amerikai Symphony X negyedik nagylemeze, mely 1998. március 13-án jelent meg a Zero Corporation kiadó gondozásában. Az albumon nyolc dal található, melyek közül a Smoke and Mirrors és a Through the Looking Glass vált a rajongók kedvencévé. Az utóbbi dal egy 3 részes szerzemény, mely az Alice Csodaországban című meseregényen alapszik. Az albumon Thomas Walling dobolt, mivel Jason Rullo ideiglenesen elhagyta a zenekart, személyes problémái miatt.
Ez az utolsó Symphony X album, amelyen Thomas Miller basszusgitározik. Miller személyes és egészségi problémái miatt távozott az együttesből.
A Smoke and Mirrorsban ismét hallhatóak részletek Johann Sebastian Bachtól, míg a Sonata című szerzemény Beethoven Piano Sonata No. 8 művének adaptációja.
Thomas Miller elmondása szerint a Lady of the Snow szövegét egy japán mitológiai alak Yuki-onna ihlette.
Az előző két albummal ellentétben ezúttal nem született olyan dal, ami a lemez címét kapta volna. Michael Romeo elmondása szerint tervbe vették egy hosszabb lélegzetű, epikus dal felvételét, ami végül időhiány miatt nem került befejezésre. Később pletykák kezdtek terjedni, hogy a dal egy későbbi albumon fog megjelenni, de a zenekar inkább a szerzeményben hallható riffeket és dallamokat használta fel a következő lemez dalaihoz.
Az album producerei ismét Steve Evetts és Eric Rachel voltak, de ezennel Michael Romeo is belefolyt a munkálatokba, aki szitáron és hárfán is játszott a felvételek során.

## Számlista
1. "Smoke and Mirrors" – 6:09 (Allen, Miller, Romeo)
2. "Church of the Machine" – 8:57 (Symphony X)
3. "Sonata" – 1:25 (Beethoven)
4. "In the Dragon's Den" – 4:00 (Symphony X)
5. "Through the Looking Glass" (3 részből álló dal) – 13:05 (Miller, Pinnella, Romeo)
6. "The Relic" – 5:03 (Allen, Miller, Pinnella, Romeo)
7. "Orion - The Hunter" – 6:56 (Allen, Miller, Romeo)
8. "Lady of the Snow" – 7:09 (Allen, Miller, Pinnella, Romeo)

## Zenészek
- Russell Allen – ének
- Michael Romeo – gitár, szitár, mini-hárfa, háttérvokál
- Michael Pinnella – billentyűs hangszerek, háttérvokál, láncfűrészes zsonglőr[2]
- Thomas Miller – basszusgitár
- Thomas Walling – dob